# Bemani
Bemani (jp. ビーマニ, Bīmani, /biːˈmɑːni/) – seria gier stworzonych przez japońską firmę Konami, które opierają się na muzyce.
Do tej pory Konami wydała:
- Dance Dance Revolution/Dancing Stage
- Beatmania/HipHopMania/Beat Stage
- Beatmania IIDX
- Dance ManiaX/Dance Freaks
- DrumMania/Percussion Freaks
- Guitar Freaks
- Keyboard Mania/Keyboard Heaven
- Mambo A Go Go
- Para Para Paradise
- Pop 'n Music/Pop `n Stage
- Seria Sound Voltex